# Diócesis de Ciudad Juárez
La diócesis de Ciudad Juárez (en latín: Dioecesis Civitatis Iuarezensis) es una circunscripción eclesiástica de la Iglesia católica en México. Se trata de una diócesis latina, sufragánea de la arquidiócesis de Chihuahua. Desde el 20 de diciembre de 2014 su obispo es José Guadalupe Torres Campos.

## Territorio y organización
La diócesis tiene 29 639 km² y extiende su jurisdicción sobre los fieles católicos de rito latino residentes en el estado de Chihuahua en los municipios de: Ahumada, Guadalupe, Juárez y Práxedis G. Guerrero. Forma parte de la Zona Pastoral Norte.
La sede de la diócesis se encuentra en la Ciudad Juárez, en donde se halla la Catedral de Nuestra Señora de Guadalupe.
En 2021 en la diócesis existían 77 parroquias agrupadas en 10 decanatos:
| Decanato N.S. de Guadalupe | Decanato del Espíritu Santo | Decanato Cristo Rey | Decanato Cristo Sumo y Eterno Sacerdote | Decanato N.S. del Carmen |
| Decanato Dios Padre        | Decanato N.S. del Pilar     | Decanato del Valle  | Decanato Jesucristo Sol de la Justicia  | Decanato Sagrada Familia |

En 2018 comprendía 4 misiones.

## Historia
La diócesis fue erigida el 10 de abril de 1957 con la bula In similitudinem Christi del papa Pío XII, obteniendo el territorio de la entonces diócesis de Chihuahua. El 7 de septiembre de 1957, Luigi Raimondi, delegado apostólico, ejecutó la bula. El primer obispo de la diócesis fue Manuel Talamás Camandari, quien fue elegido el 21 de mayo de 1957 y siendo ordenado como tal el 8 de septiembre de 1957.
Originalmente sufragánea de la arquidiócesis de Durango, pasó a formar parte de la provincia eclesiástica de Chihuahua el 22 de noviembre de 1958.
El 15 de octubre de 1963 cedió a la arquidiócesis de Chihuahua mediante el decreto Concrediti gregis de la Congregación Consistorial los municipios de Ojinaga, Coyame del Sotol, Manuel Benavides y Guerrero.
El 25 de abril de 1966 cedió una parte de su territorio para la erección de la entonces prelatura territorial de Madera, mediante la bula In Christi similitudinem del papa Pablo VI.
El 13 de abril de 1977 cedió otra parte de su territorio para la erección de la entonces prelatura territorial de Nuevo Casas Grandes, mediante la bula Praecipuum animarum del papa Pablo VI.

## Estadísticas
Según el Anuario Pontificio 2022 la diócesis tenía a fines de 2021 un total de 1 332 131 fieles bautizados.
| Año                                                                             | Población            | Población | Población      | Sacerdotes | Sacerdotes    | Sacerdotes    | Bautizados por sacerdote | Diáconos permanentes | Religiosos | Religiosos | Parroquias |
| Año                                                                             | Bautizados católicos | Total     | % de católicos | Total      | Clero secular | Clero regular | Bautizados por sacerdote | Diáconos permanentes | Varones    | Mujeres    | Parroquias |
| ------------------------------------------------------------------------------- | -------------------- | --------- | -------------- | ---------- | ------------- | ------------- | ------------------------ | -------------------- | ---------- | ---------- | ---------- |
| 1966                                                                            | 565 000              | 618 000   | 91.4           | 60         | 42            | 18            | 9416                     |                      | 18         | 170        | 30         |
| 1970                                                                            | 513 000              | 533 097   | 96.2           | 52         | 41            | 11            | 9865                     |                      | 17         | 193        | 24         |
| 1976                                                                            | 897 000              | 966 000   | 92.9           | 59         | 47            | 12            | 15 203                   |                      | 18         | 162        | 25         |
| 1980                                                                            | 860 000              | 890 000   | 96.6           | 53         | 44            | 9             | 16 226                   |                      | 16         | 151        | 21         |
| 1990                                                                            | 1 047 000            | 1 195 000 | 87.6           | 67         | 49            | 18            | 15 626                   |                      | 26         | 126        | 37         |
| 1999                                                                            | 1 750 000            | 2 500 000 | 70.0           | 98         | 69            | 29            | 17 857                   |                      | 37         | 186        | 55         |
| 2000                                                                            | 2 000                | 2 700 000 | 74.1           | 99         | 68            | 31            | 20 202                   | 4                    | 39         | 174        | 58         |
| 2001                                                                            | 2 300 000            | 3 000     | 76.7           | 118        | 84            | 34            | 19 491                   | 10                   | 43         | 176        | 59         |
| 2002                                                                            | 2 370 000            | 3 100 000 | 76.5           | 119        | 82            | 37            | 19 915                   | 10                   | 50         | 170        | 63         |
| 2003                                                                            | 2 380 000            | 2 800 000 | 85.0           | 118        | 81            | 37            | 20 169                   | 13                   | 51         | 202        | 65         |
| 2004                                                                            | 2 125 000            | 2 500 000 | 85.0           | 118        | 80            | 38            | 18 008                   | 14                   | 53         | 163        | 66         |
| 2006                                                                            | 2 179 000            | 2 564 000 | 85.0           | 124        | 87            | 37            | 17 572                   | 12                   | 57         | 162        | 68         |
| 2013                                                                            | 2 318 000            | 2 727 000 | 85.0           | 116        | 95            | 21            | 19 982                   | 19                   | 29         | 177        | 73         |
| 2016                                                                            | 1 092 080            | 1 321 000 | 82.7           | 116        | 98            | 18            | 9414                     | 17                   | 20         | 150        | 73         |
| 2019                                                                            | 1 200 417            | 1 501 552 | 79.9           | 124        | 104           | 20            | 9680                     | 25                   | 30         | 140        | 76         |
| 2021                                                                            | 1 332 131            | 1 674 973 | 79.5           | 121        | 102           | 19            | 11 009                   | 23                   | 26         | 164        | 77         |
| Fuente: Catholic-Hierarchy, que a su vez toma los datos del Anuario Pontificio. |                      |           |                |            |               |               |                          |                      |            |            |            |

## Episcopologio
| Foto | Escudo | Nombre del titular           | Período                                              | Fin del cargo (razón)             |
| ---- | ------ | ---------------------------- | ---------------------------------------------------- | --------------------------------- |
|      |        | Manuel Talamás Camandari †   | 21 de mayo de 1957-11 de julio de 1992               | Retirado                          |
|      |        | Juan Sandoval Íñiguez        | 11 de julio de 1992 por sucesión-21 de abril de 1994 | Nombrado arzobispo de Guadalajara |
|      |        | Renato Ascencio León †       | 7 de octubre de 1994-20 de diciembre de 2014         | Retirado                          |
|      |        | José Guadalupe Torres Campos | Desde el 20 de diciembre de 2014                     |                                   |

## Archivo histórico
El acervo del archivo histórico de la Diócesis resguarda los libros de registros parroquiales más antiguos de la región de Ciudad Juárez, que son:
- Misión de Guadalupe -  Bautismos (1662-1682)
- Misión de Guadalupe -  Entierros (1663-1684)